# Enrique Raspe
Enrique Raspe (en alemán: Heinrich Raspe; 1204 – 16 de febrero de 1247) sucedió a Hermann I en 1241 como landgrave de Turingia, Alemania central. Fue elegido después rey rival en 1246, en oposición a Conrado IV de Alemania.
En 1226, Luis IV, hermano de Enrique, murió de camino a la Sexta Cruzada, y Enrique se convirtió en regente de su sobrino menor de edad, Germán II. Se las arregló para expulsar a su sobrino y a la joven madre de este, Santa Isabel de Hungría, de la línea de sucesión, y alrededor de 1231 sucedió formalmente a su hermano como landgrave.
En 1242, Enrique y el rey Wenceslao I de Bohemia fueron seleccionados por el emperador Federico II para ser administradores de Alemania durante la minoría de edad del hijo de Federico, Conrado.
Tras la excomunión de Federico II impuesta por el papa Inocencio IV en el Concilio de Lyon de 1245, Raspe cambió de bando, y el 22 de mayo de 1246 fue elegido Rey de Romanos en oposición a Conrado IV por el partido güelfo. Debido a la fuerte influencia papal que llevó a su elección, Raspe se ganó el apodo burlón de "Pfaffenkönig" (rey de los curas). Enrique derrotó a Conrado en la batalla de Nidda, al sur de Hesse, en agosto de 1246, pero murió algunos meses después en el castillo de Wartburg, cerca de Eisenach (Turingia).